# غير اجتماعي (فلم)
غير اجتماعي (بالإنجليزية: Antisocial) هو فيلم رعب كندي لعام 2013 للمخرج كودي كالاهان. تم عرض الفيلم لأول مرة في العالم في 31 يوليو 2013 في مهرجان الخيال السينمائي الدولي وتم إصدار تكملة بعنوان غير اجتماعي 2 في عام 2015.

## روابط خارجية
- مقالات تستعمل روابط فنية بلا صلة مع ويكي بيانات